# Remigian Zaleski
Remigian d'Otoka Zaleski armoiries Dołęga (né en 1595, mort le 22 avril 1645)), est castellan de Łęczyca en 1620-1627, chasseur de Sieradz en 1620, secrétaire du roi (pl) en 1613-1623, scribe du roi en 1611, scribe des métriques de la Couronne (pl) à la grande chancellerie en 1620, scribe des métriques de la Couronne à la petite chancellerie en 1620-1623, scribe des métriques de la Couronne en 1624 et 1626, staroste de Wieluń en 1626, staroste de Warecki et Bobrowniki, staroste d'Ostrava en 1626.

## Biographie
Il est le fils de Mikołaj Zaleski - chasseur de Sieradz et de Katarzyna Bełdowska (fille de Paweł - castellan de Brzeziński), frère d'Alexandre (pl).
Il est membre de la Diète de 1620 et de 1621 de la voïvodie de Łęczyca (pl), ainsi que de la Diète de 1624et de 1627 de la province de Łęczyca. À la Diète de 1627, nommé par le roi pour inspecter les terres royales de Braclav, de Kiev et de Podolie. En tant que scribe de Łęczyca, il est membre de la Diète en 1623, de la Diète du couronnement de 1633 et de la Diète de 1634. En 1641, il est député pour réviser le statut de la Couronne. De son mariage avec Anne Mielżyńską, fille de Łukasz, castellan de Gniezno, il a une fille, Thérèse, épouse d'Adam Uriel Czarnkowski, qui est la grand-mère de Catherine Leszczyńska, née Opalinska, reine de Pologne, et l'arrière-grand-mère du noyau de reines polonaises - Marie Leszczynska (reine de France en tant qu'épouse de Louis XV) et d'Anne Leszczynska.
En tant que sénateur, il participe aux Diètes de 1640, 1641 et 1642. 
Il est mort à Varsovie et est enterré dans la collégiale Saint-Jean,.